# Чорна Ріпа
Чорна Ріпа — (1280 м над рівнем моря) вершина у Східних Бескидах. Найближча вершина на хребті на південному сході — гора Щолб, на півночі — Високий Верх.
Гора розташована на кордоні між Львівською та Закарпатською областями.